# Georges Ravinet
Georges Ravinet (6 de marzo de 1924) es un deportista belga que compitió en judo. Ganó dos medallas de bronce en el Campeonato Europeo de Judo de 1951.

## Palmarés internacional
| Campeonato Europeo | Campeonato Europeo | Campeonato Europeo | Campeonato Europeo |
| Año                | Lugar              | Medalla            | Categoría          |
| ------------------ | ------------------ | ------------------ | ------------------ |
| 1951               | París (Francia)    | Medalla de bronce  | 1.er dan           |
| 1951               | París (Francia)    | Medalla de bronce  | Abierta            |